# (10005) Chernega
(10005) Chernega es un asteroide que forma parte del cinturón de asteroides y fue descubierto el 24 de septiembre de 1976 por Nikolái Stepánovich Chernyj desde el Observatorio Astrofísico de Crimea, en Naúchni.

## Designación y nombre
Chernega se designó inicialmente como 1976 SS2.
Posteriormente, en 2001, fue nombrado en honor del astrónomo soviético Nikolái Chernega.

## Características orbitales
Chernega orbita a una distancia media de 2,332 ua del Sol, pudiendo acercarse hasta 1,834 ua y alejarse hasta 2,83 ua. Su excentricidad es 0,2135 y la inclinación orbital 3,401 grados. Emplea 1301 días en completar una órbita alrededor del Sol. El movimiento de Chernega sobre el fondo estelar es de 0,2767 grados por día.

## Características físicas
La magnitud absoluta de Chernega es 14.